# Cim de la Dou
El Cim de la Dou és una muntanya de 2.457 metres que es troba al municipi de Queralbs, a la comarca catalana del Ripollès.